# Cognato
Na linguística, Cognato é o termo que representa palavras que têm etimologicamente uma origem comum / são de mesma origem. Destacando pares de palavras de duas línguas que têm origem comum, grafias idênticas ou semelhantes, mas que evoluíram de forma diferente, total ou parcialmente, quanto ao significado.
Falsos cognatos são palavras de grafias semelhantes, mas que têm origens distintas. O conceito falso cognato tem sido difundido erroneamente no Brasil como palavras semelhantes em duas línguas, mas de sentidos diversos. Essa definição é errada porque duas palavras semelhantes de sentidos diversos podem ser cognatos legítimos, por terem a mesma origem, mesmo que tenham significados distintos . Assim, é preferível utilizar os conceitos de heterossemânticos ("com significados distintos"), cognatos enganosos, falsos amigos ou falsos conhecidos para esse propósito.
O conceito de falsos amigos foi estabelecido em 1928 pelos linguistas franceses Maxime Koessler e Jules Derocquigny no livro Les Faux-Amis ou Les trahisons du vocabulaire anglais. "O elemento mais importante no processo de modificação é o conteúdo semântico, precisamente a cadeia significante>significado” que “nos permite compreender [...] o conflito entre essas duas facetas da palavra (1) ."
Existem dois tipos principais de falsos amigos: os estruturais e os lexicais. Os falsos amigos estruturais são estruturas gramaticais, de modo especial sintáticas [...], que apesar de possuírem uma semelhança exterior, essa não se verifica no sentido e ou uso (2). Os exemplos mais típicos são os tempos verbais, cujo uso varia segundo a forma dos verbos: por exemplo, transitivos diretos em português em vez de indiretos em outras línguas e vice-versa.
| Palavra em português | Cognatos (idioma)                                                                                             |
| -------------------- | --- |
| alto                 | alt (catalão); alto (espanhol); alto (italiano); haut (francês); înalt (romeno)                               |
| ar                   | aire (catalão); aire (espanhol); air (francês); aria (italiano); aer (romeno)                                 |
| cair                 | caure (catalão); caer (espanhol); choir (francês); cadere (italiano); cădea (romeno)                          |
| clima                | Klima (alemão); clima (catalão); clima (espanhol); climat (francês); clima (italiano); climă (romeno)         |
| combate              | combat (catalão); combate (espanhol); combat (francês); combattimento (italiano); combatere (romeno)          |
| nome                 | Name (alemão); nom (catalão); nombre (espanhol); nom (francês); name (inglês); nome (italiano); nume (romeno) |
| superior             | superior (catalão); superior (espanhol); supérieur (francês); superiore (italiano); superior (romeno)         |
| trabalho             | treball (catalão); trabajo (espanhol); travail (francês); travaliu (romeno)                                   |
| verdade              | veritat (catalão); verdad (espanhol); vérité (francês); verità (italiano); adevăr (romeno)                    |
| Setembro             | Setembre (catalão); September (inglês); septiembre (espanhol); Septembre (francês); settembre (italiano)      |

## Falsos amigos e heterossemânticos
Falsos amigos, ou falsos conhecidos, são pares de palavras que, apesar de semelhantes em duas línguas, possuem origens e significados diferentes. O conceito difere de falsos cognatos porque estes podem ter mesmo significado, embora necessariamente não possuam a mesma origem.
Um outro conceito relacionado são os heterossemânticos. Estes são pares de palavras de origem comum, ou seja, verdadeiros cognatos, mas que sofreram evoluções semânticas distintas nas duas línguas, acabando por apresentar significados distintos.
As listas a seguir apresentam tanto os heterossemánticos quanto os falsos cognatos. É importante manter em mente que existem várias categorias ou diferentes níveis de falsos cognatos, sendo que eles podem ser classificados dependendo do nível de fluência linguística e do bilingualísmo de cada indivíduo.
| Palavra em alemão | Falso cognato em português | Significado real             |
| ----------------- | -------------------------- | ---------------------------- |
| alt               | alto                       | velho(a)                     |
| Brille            | brilho                     | óculos                       |
| Brot              | broto, brotar              | pão                          |
| Brav              | bravo                      | bom, honesto, bem-comportado |
| Rat               | rato                       | conselho                     |
| Auge              | auge                       | olhos                        |
| Alm               | alma                       | pastagem                     |
| Bau               | baú                        | construção, edifício         |
| Dom               | dom                        | catedral                     |
| Soll              | sol                        | dever                        |
| Traum             | trauma                     | sonho                        |

Falsos cognatos entre a língua portuguesa e a língua inglesa:
| Palavra em inglês | Falso cognato em português | Significado real                            |
| ----------------- | -------------------------- | ------------------------------------------- |
| anthem            | antena                     | hino                                        |
| ingenious         | ingênuo                    | engenhoso                                   |
| pregnant          | impregnada                 | grávida; prenha                             |
| spectacles        | espetáculos                | óculos                                      |
| moon              | mão                        | lua                                         |
| mayor             | major                      | prefeito                                    |
| Actually          | atualmente                 | na verdade, o fato é que                    |
| Apology           | Apologia                   | pedido de desculpas                         |
| Appointment       | Apontamento                | hora marcada, compromisso profissional      |
| Cafeteria         | Cafeteria                  | refeitório tipo universitário ou industrial |
| Costume           | Costume, hábito            | Fantasia, roupa                             |
| Diversion         | Diversão                   | desvio                                      |
| Injury            | Injúria                    | ferimento                                   |

Heterossemânticos entre a língua portuguesa e a língua inglesa:
| Palavra em inglês | Heterossemântico em português | Significado real                           |
| ----------------- | ----------------------------- | ------------------------------------------ |
| actually          | atualmente                    | na verdade; realmente                      |
| alias             | aliás                         | pseudônimo; apelido                        |
| advert            | advertir                      | menção; propaganda; anúncio                |
| appoint           | apontar                       | nomear                                     |
| argument          | argumento                     | discussão; debate                          |
| assign            | assinar                       | atribuir; designar                         |
| college           | colégio                       | faculdade                                  |
| comprehensive     | compreensivo                  | abrangente                                 |
| conceit           | conceito                      | vaidade; presunção                         |
| deception         | decepção                      | ilusão; fraude; enganação                  |
| design            | desenho                       | projeto                                    |
| devolve           | devolver                      | transferir                                 |
| exquisite         | esquisito                     | requintado; agudo; sensível                |
| eventually        | eventualmente                 | finalmente                                 |
| graduate          | graduação                     | pós-graduação                              |
| hospice           | hospício                      | retiro para pacientes terminais            |
| inhabitable       | inabitável                    | habitável                                  |
| injury            | injúria                       | lesão                                      |
| intend            | entender                      | pretender                                  |
| library           | livraria                      | biblioteca                                 |
| pervasive         | pervasivo                     | global; abrangente                         |
| physician         | físico                        | médico                                     |
| prejudice         | prejuízo                      | preconceito                                |
| pretend           | pretender                     | fingir                                     |
| push              | puxar                         | empurrar                                   |
| realize           | realizar                      | perceber                                   |
| retribution       | retribuição                   | represália; punição                        |
| scholar           | escolar                       | erudito                                    |
| sensible          | sensível                      | sensato                                    |
| silicon           | silicone                      | silício                                    |
| sympathy          | simpatia                      | compaixão; pena                            |
| syndic            | síndico                       | representante; delegado; auxiliar jurídico |

Falsos amigos entre a língua portuguesa e a língua francesa:
| Palavra em francês | Falso amigo em português | Significado real |
| ------------------ | ------------------------ | ---------------- |
| depuis             | depois                   | desde            |
| mot                | moto                     | palavra          |
| par                | para                     | por              |
| pourtant           | portanto                 | entretanto       |
| entendre           | entender                 | ouvir            |
| tête               | teto                     | cabeça           |

Falsos amigos entre a língua portuguesa e a língua espanhola:
| Palavra em espanhol | Falso amigo em português | Significado real             |
| ------------------- | ------------------------ | ---------------------------- |
| absorto             | absorto                  | distraído                    |
| aceitar             | aceitar                  | untar/lubrificar com óleo    |
| aceite              | aceite                   | óleo                         |
| acordarse           | acordar                  | lembrar-se/recordar-se       |
| alargar             | alargar                  | alongar                      |
| alias               | aliás                    | alcunha/nome suposto         |
| anécdota            | anedota                  | história breve/episódio real |
| ano                 | ano                      | ânus                         |
| apellido            | apelido                  | sobrenome                    |
| azar                | azar                     | casualidade                  |
| balón               | balão                    | bola                         |
| barata              | barata                   | promoção                     |
| bicha               | bicha                    | serpente                     |
| bola                | bola                     | globo                        |
| borrar              | borrar                   | apagar                       |
| brincar             | brincar                  | saltar                       |
| carroza             | carroça                  | carruagem                    |
| cierto              | certo                    | verdadeiro                   |
| cola                | cola                     | fila                         |
| contaminar          | contaminar               | poluir                       |
| cuello              | coelho                   | pescoço                      |
| crianza             | criança                  | criação                      |
| desenvolver         | desenvolver              | abrir/desembrulhar           |
| doce                | doce                     | doze                         |
| donde               | de onde                  | onde                         |
| embarazar           | embaraçar                | engravidar                   |
| engrasado           | engraçado                | lubrificado/engraxado        |
| escoba              | escova                   | vassoura                     |
| escritorio          | escritório               | secretário                   |
| exquisito           | esquisito                | delicioso/elegante           |
| estufa              | estufa                   | fogão                        |
| feria               | férias                   | feira                        |
| firma               | firma                    | assinatura                   |
| funda               | funda                    | fronha                       |
| jugo                | jugo                     | suco                         |
| largo               | largo                    | comprido                     |
| leyenda             | legenda                  | lenda                        |
| luego               | logo                     | depois                       |
| maestro             | maestro                  | professor                    |
| manteca             | manteiga                 | banha                        |
| mermelada           | marmelada                | doce                         |
| mientras            | mentiras                 | enquanto                     |
| mirar               | mirar                    | olhar                        |
| oso                 | osso                     | urso                         |
| palco               | palco                    | camarote                     |
| pelirrojo           | perigoso                 | ruivo                        |
| pelo                | pelo                     | cabelo                       |
| patio               | pátio                    | platéia                      |
| propina             | propina                  | gorjeta                      |
| rato                | rato                     | momento                      |
| rojo                | roxo                     | vermelho                     |
| salada              | salada                   | salgada                      |
| tapa                | tapa                     | tira-gosto                   |
| taza                | taça                     | xícara                       |
| travessón           | travessão                | trave                        |

Falsos amigos entre a língua portuguesa e a língua catalã:
| Palavra em catalão | Falso amigo em português | Significado real  |
| ------------------ | ------------------------ | ----------------- |
| abric              | abrigo                   | sobretudo         |
| acostar            | acostar                  | chegar, aproximar |
| alça (preus)       | alça                     | alta (preços)     |
| amanida            | amanita                  | salada            |
| andana             | andana, andaina          | cais              |
| any                | anho                     | ano               |
| banya              | banha                    | corno, chifre     |
| bec                | beco                     | bico              |
| callar             | calhar                   | calar             |
| cama               | cama                     | perna             |
| copa               | copa                     | cálice            |
| dit                | dito                     | dedo              |
| forquilla          | forquilha                | garfo             |
| got                | goto                     | copo              |
| llevar             | levar                    | tirar             |
| llibre             | livre                    | livro             |
| maluc              | maluco                   | quadril, anca     |
| melmelada          | marmelada                | doce              |
| mas                | mas                      | casa de campo     |
| mot                | moto                     | palavra           |
| musclo             | músculo                  | mexilhão          |
| pit                | pito                     | peito             |
| por                | por                      | medo              |
| propina            | propina                  | gorjeta           |
| safata             | safata                   | bandeja           |
| salada             | salada                   | salgada           |
| taronja            | toranja                  | laranja           |
| tassa              | taça                     | xícara, chávena   |
| ulleres            | olheiras                 | óculos            |
| vaga               | vaga                     | greve             |
| volta              | volta                    | abóbada           |